# Kepler-186f
Kepler-186f (oder: Kepler-186 f) ist ein 2014 entdeckter Exoplanet in rund 490 Lichtjahren Entfernung zur Erde. Er umkreist den Roten Zwerg Kepler-186 der Spektralklasse M im Sternbild Cygnus (Schwan). Seine Umlaufbahn liegt in einer habitablen Zone.

## Entdeckung
Der Planet wurde mit Hilfe des Weltraumteleskops Kepler entdeckt. Dieses Teleskop zeichnete Helligkeitsschwankungen auf, die auftreten, wenn ein Planet von der Erde aus gesehen genau vor seinem Zentralstern vorbeizieht (siehe Transitmethode). Seine Entdeckung erregte großes Aufsehen, da es mit großer Wahrscheinlichkeit der erste erdähnliche Exoplanet ist, der in einer habitablen Zone liegt.
Beobachtungsdaten der Observatorien Keck und Gemini bestätigten die Entdeckung, indem sie dicht bei Kepler 186 positionierte Hintergrundsterne als mögliche Fehlerquellen für die entscheidenden Messwerte ausschlossen.

## Eigenschaften

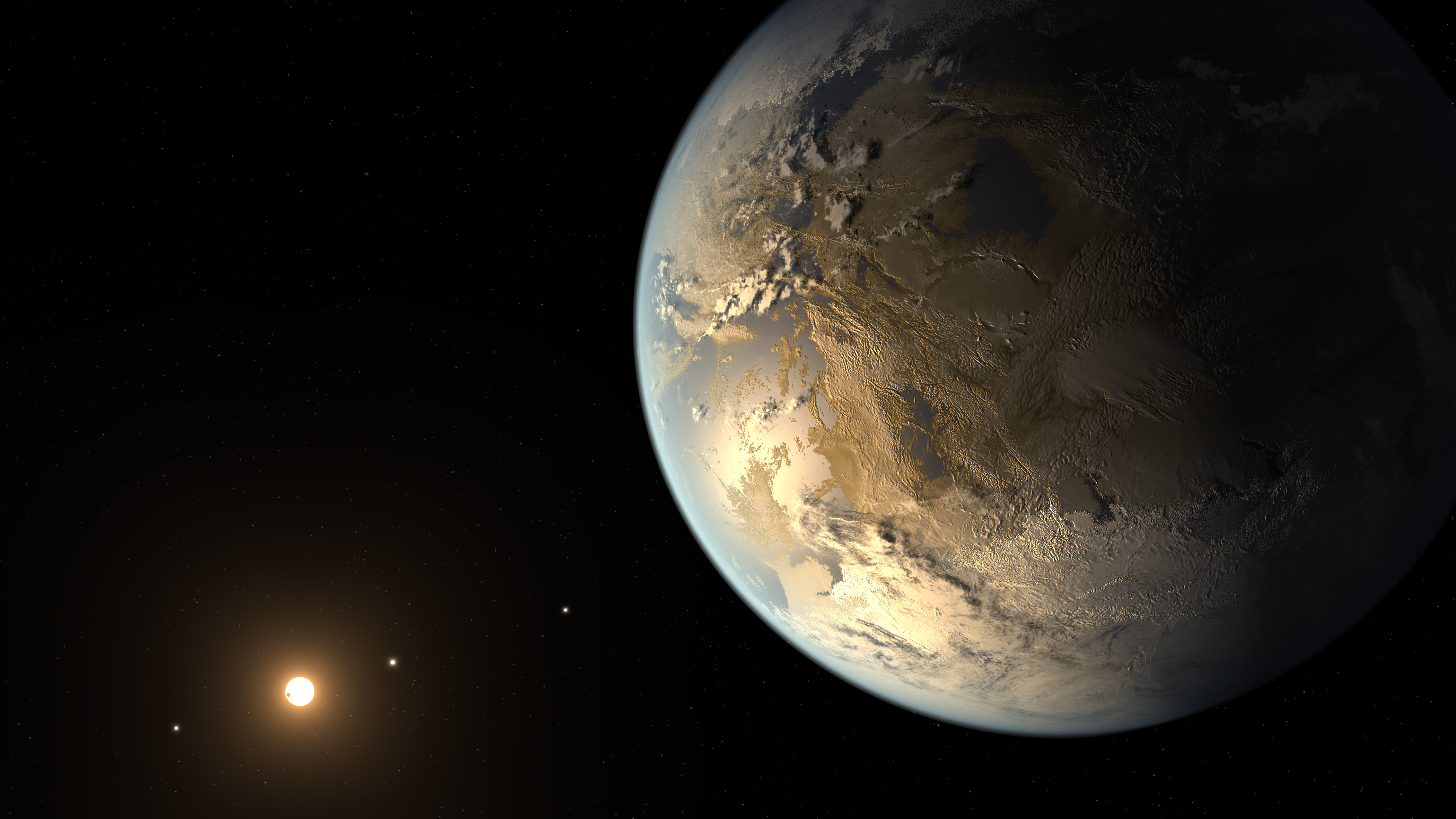
Künstlerische Darstellung von Kepler-186f

Der Planet hat mit einem Radius von 1,11±0,14 Erdradien etwa die Größe der Erde oder ist geringfügig größer. Damit ist die Annahme plausibel, dass es sich um einen erdähnlichen Planeten (Gesteinsplaneten), nicht um einen Gasplaneten handelt. Kepler-186f umkreist sein Zentralgestirn in einem Abstand von etwa 52 Millionen Kilometern und benötigt für einen Umlauf 130 Erdentage. Obwohl sein Abstand zum Zentralgestirn deutlich geringer ist als derjenige von der Erde zur Sonne, empfängt er auf Grund der geringeren Abstrahlung von Kepler-186 (im Vergleich zur Sonne) weniger Energie und liegt wahrscheinlich am äußeren Rand der habitablen Zone. Unter der Annahme eines atmosphärischen Treibhauseffekts mit 0,5–5 bar CO2 könnten auf seiner Oberfläche dennoch potenziell lebensfreundliche Temperaturen (>0 °C) herrschen. Das bedeutet, dass die Temperaturen richtig sind, um Oberflächenwasser zu sammeln. Größe und Masse des Planeten deuten außerdem darauf hin, dass er eine felsige Oberfläche wie unser Planet hat. Forscher des Georgia Institute of Technology haben die Drehung und die Ekliptik des Planeten analysiert und festgestellt, dass seine Achsneigung stabil ist wie die der Erde, was es wahrscheinlich macht, dass Kepler-186f auch regelmäßige Jahreszeiten und ein stabiles Klima hat.
Kepler-186f hat einen Earth Similarity Index (ESI) von 0,61.